# Geneviève Calame
Geneviève Calame (Ginebra, Suïssa, 30 de desembre de 1946 - Tijuana, Mèxic, 8 d'octubre de 1993) fou una pianista, pedagoga i compositora suïssa.

## Biografia
Geneviève Calame va néixer a Ginebra, d'origen grega-italià. Va estudiar piano a Ginebra amb Lottie Morel i més tard a Roma amb Guido Agosti. Va continuar els seus estudis a Ginebra amb Louis Hiltbrand i amb Jacques Guyonnet. Després va prendre classes de composició a Londres amb Pierre Boulez, a Lieja amb Henri Pousseur i a París amb Jean-Claude Eloy. Va tocar diverses vegades com a solista al Studio de Musique Contemporaine entre 1972 i 1983. Estudià tecnologia electrònica i electroacústica a Nova York amb Hubert Howe i amb l'artista plàstic Bill Etra.
Després d'acabar els seus estudis, Geneviève Calame va treballar com a compositora en estudis de música contemporània de Ginebra. El 1971, amb Jacques Guyonnet, va fundar un estudi de música electrònica, vídeo i informació, anomenat ART (Artistic Research Team) i va començar a produir treballs audiovisuals. El 1972, Calame es va casar amb Jacques Guyonnet. La parella va tenir dos fills.
Geneviève Calame va desenvolupar un mètode d'ensenyament de música electrònica pensat per a nens. Va impartir classes de 1975 a 1993 a la Comissió d'Educació de Ginebra i a l'Escola d'Arts Visuals de Ginebra. El 1976, va presidir la secció de Ginebra de la Societat Internacional de Música Contemporània. Va produir més d'un centenar de quadres a partir d'imatges fixes. Aquesta obra es presentà a Cannes al MIP TV, al ART Studios Geneva, al Museu de Belles Arts de Lausana amb René Berger, a Rio de Janeiro al Cecilia Meireles i a la Serpentine Gallery de Londres.
Va morir a Tijuana (Mèxic) l'any 1993.

## Obres
Calame va compondre música per a orquestra, conjunt de cambra, veu, ballet, electrònica, performance i multimèdia. Les seves obres inclouen:
- L'Oiseau du matin (1972), ballet electrònic
- Mantiq-al-Tayr (1973) per a flauta, flauta baix i quatre fonts electròniques
- Différentielle verticale (1974) per a soprano i orquestra simfònica
- Lude (1975) per a arpa
- Iral (1975) per quatre trompetes i quatre trombons
- Géométrie I, II, III (1975-1976) vídeo-casset
- Le chant remémoré (1975) vídeo-casset
- Alpha futur (1976) per a soprano i orquestra simfònica
- Labyrinthes Fluides (1976) vídeo-casset[4]
- Vidéo Tableaux (1976-1977)
- Videocosme (1976) pel poema electrònic d'Edgar Varèse, vídeo-casset
- StEpHAnE mAllArmE (1977) o Un coup de dés jamais n'abolira le hasard... per a orquestra de cambra
- Et l'Œil rêve… (1977) poema visual
- Les Aubes d'Onomadore (1978) per a instruments africans i orquestra simfònica
- Le Son-Qui-Fut-Mille (1978) per a quatre fonts electròniques i instruments de percussió
- Mandala (1978) per a set trompetes o set veus de dones
- L'Homme-Miroir (1979) per orquestra de vent, percussió i quatre fonts electròniques
- Je lui dis ... (1980) per orquestra de cambra
- Oniria (1981) per piano solo i banda electrònica
- Calligrammes (1983-1984) per arpa i orquestra de cambra
- Océanides (1986) per orquestra de cambra
- Swing (1986) per piano
- Sur la margelle du monde (1987) per orquestra de cambra
- Le Livre de Tchen (1988) per tres percussionistes i mim
- Vent solaire (1989-1990) per shakuhachi i orquestra
- Incantation (1989) per orgue
- Cantilène (1990) per violí sol
- Dragon de lumière (1991) per tres instruments de vent i cinc cordes
- Le chant des sables (1992) per violoncel, arpa i gongs
- Echo (1992) per flauta
- Hi Summer (1993) per veu, arpa, percussió i sintetitzador[5]

## Homenatges i posteritat
L'any 2019, a Ginebra, l'associació l'Escouade en el marc del projecte 100elles va rebatejar temporalment un carrer amb el seu nom.